# Orret
Orret é uma comuna francesa na região administrativa da Borgonha-Franco-Condado, no departamento de Côte-d'Or. Estende-se por uma área de 10,67 km². Em 2010 a comuna tinha 16 habitantes (densidade: 1,5 hab./km²).